# Cleora projecta
Cleora projecta là một loài bướm đêm thuộc họ Geometridae. Nó được tìm thấy ở miền đông Bắc Mỹ, bao gồm South Carolina.
Sải cánh dài khoảng 28 mm.